# 하프라이프 2: 서바이벌
《하프라이프 2: 서바이벌》(영어: Half-Life 2: Survivor)는 하프라이프2를 기반으로 2006년 6월 TAITO에서 개발한 온라인 대전형 3D 건슈팅 게임이다. NESYS를 이용하여 전국의 게임기들과 배틀 모드로의 실시간 멀티 플레이가 가능하며, 하프라이프2의 스토리를 즐길 수 있는 싱글 플레이 모드 및 미션 모드가 존재한다.